# Прингсгейм, Эрнст
Эрнст Прингсгейм (нем. Ernst Pringsheim; 11 июля 1859, Бреслау, Нижняя Силезия — 28 июня 1917, там же) — немецкий физик-экспериментатор, автор научных трудов по оптике, спектроскопии, физике теплового излучения, физике Солнца.

## Биография
Эрнст Прингсгейм появился на свет в очень богатой силезской купеческой семье еврейского происхождения. В 1877—1882 годах он изучал физику и математику в Гейдельберге, Бреслау и Берлине и в 1882 году защитил докторскую диссертацию, посвященную исследованиям радиометра, а позже прошел хабилитацию. С 1886 года работал приват-доцентом в Берлинском университете, а в 1896 году получил титул профессора. В 1905 году Прингсгейм получил должность профессора теоретической физики в Университете Бреслау, где присоединился к своему многолетнему соавтору Отто Люммеру.

## Научная деятельность
В 1881 году Прингсгейм разработал спектрометр, который позволил правильно измерять длины волн в инфракрасной области спектра.
В 1897/98 году Прингсгейм и Люммер, основываясь на идеях последнего, завершили практическую реализацию черного тела: оно представляло собой сферическую или цилиндрическую металлическую полость (использовались железо и медь), которая с внутренней стороны покрывалась сажей или оксидом урана; для стабилизации температуры полость помещалась в различные жидкости (жидкий воздух, кипящую воду, горячую селитру и так далее) или в глиняную печь. Этот метод позволил получить равновесное излучение в диапазоне температур от -188° до +1200 °C. Таким образом, прогресс в экспериментальной технике позволил исследователям приступить к надежным измерениям характеристик чёрного тела. В 1897 году Люммер и Прингсгейм проверили закон Стефана — Больцмана, а позже нашли численное значение константы, равной произведению длины волны, соответствующей максимуму спектра, и температуры, и, следовательно, подтвердили закон смещения Вина. Для достижения ещё бо́льших температур в 1898 году они разработали черное тело с электрическим нагревом: зачерненная внутри фарфоровая полость помещалась в платиновый цилиндр, к которому подводились электрические контакты; эта система изолировалась от внешних влияний несколькими слоями жаростойкого материала. С помощью этой схемы экспериментаторы смогли поднять температуру черного тела до 1500 °C, а в 1903 году довели её до 2100 °C, использовав вместо платины графитовую трубку, помещенную в газовую атмосферу. Этот дизайн абсолютно черного тела до сих пор используется в экспериментальных исследованиях.
3 февраля 1899 года на заседании Немецкого физического общества Люммер и Прингсгейм представили первые результаты своих измерений распределения энергии в спектре абсолютного черного тела (в диапазоне длин волн от 0.2 до 6 мкм и при температурах 800—1400°С). В целом их данные согласовались с законом излучения Вина, выведенным теоретически в 1896 году. В последующие месяцы экспериментаторы усовершенствовали свои методики с целью расширения измерений в длинноволновую область. 3 ноября 1899 года Люммер доложил о наличии систематических отклонений эксперимента от теории, однако ситуация оставалась неясной, поскольку измерения, проведенные примерно в то же время Фридрихом Пашеном, не обнаружили никаких отклонений от закона Вина. На заседании 2 февраля 1900 года Прингсгейм представил новые результаты своих с Люммером измерений, подтверждавшие наличие отклонений от закона Вина, особенно в длинноволновой области (их опыты охватывали длины волн до 18 мкм). Таким образом, справедливость закона излучения Вина была поставлена под сомнение. Исследования Прингсгейма и Люммера, а также независимые опыты Генриха Рубенса и Фердинанда Курльбаума создали экспериментальные предпосылки для вывода Максом Планком своей знаменитой формулы и создания в дальнейшем квантовой теории теплового излучения.

## Основные сочинения
- Pringsheim E. Über das Radiometer (Dissertation). — Berlin: Lange, 1882.
- Lummer O., Pringsheim E. Die Verteilung der Energie im Spektrum des schwarzen Körpers // Verhandlungen der Deutschen Physikalischen Gesellschaft. — 1899. — Bd. 1. — S. 23—41.
- Lummer O., Pringsheim E. Über die Strahlung des schwarzen Körpers für lange Wellen // Verhandlungen der Deutschen Physikalischen Gesellschaft. — 1900. — Bd. 2. — S. 163—180.
- Pringsheim E. Vorlesungen über die Physik der Sonne. — Leipzig: Teubner, 1910.